# Championnat de Malte de football 1965-1966
Navigation
Saison précédente Saison suivante
La saison 1965-1966 de First Division Maltaise était la cinquante-et-unième édition de la première division maltaise.
Lors de cette saison, le Sliema Wanderers FC a conservé son titre de champion face aux cinq meilleurs clubs maltais lors d'une série de matchs se déroulant sur toute l'année.
Les six clubs participants au championnat ont été confrontés à deux reprises aux cinq autres.
Le Sliema Wanderers FC a été sacré champion de Malte pour la dix-huitième fois.
Une seule place était qualificative pour les compétitions européennes, la deuxième place étant celles du vainqueur du Trophée Rothman 1965-1966.

## Qualifications en coupe d'Europe
À l'issue de la saison, le champion a participé au tour préliminaire de la Coupe des clubs champions 1966-1967.
Le vainqueur du Trophée Rothman a pris la place pour la Coupe des coupes 1966-1967.

## Les six clubs participants
| Club                | Stade             | Capacité | Ville      |
| ------------------- | ----------------- | -------- | ---------- |
| Birkirkara-Luxol    | Infetti Ground    | 2 000    | Birkirkara |
| Floriana FC         | -                 | -        | Floriana   |
| Hamrun Spartans     | Victor Tedesco    | 6 000    | Hamrun     |
| Paola Hibernians FC | Hibernians Ground | 8 000    | Paola      |
| Sliema Wanderers FC | Guze Fava Ground  | 4 000    | Sliema     |
| La Vallette FC      | -                 | -        | La Valette |

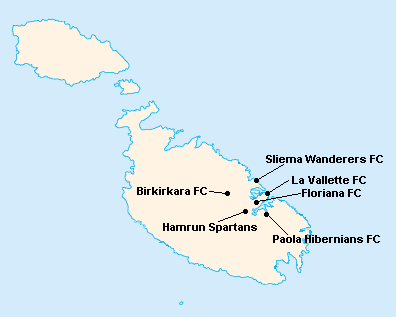
Localisation des clubs engagés dans le championnat.

L'île de Malte étant relativement petite, les clubs évoluent tous au stade National Ta'Qali (17 400 places). Certain cependant ont leur propre enceinte qu'ils peuvent éventuellement utiliser.

## Compétition

### Classement
| Rang | Équipe                  | Pts | J  | G | N | P | Bp | Bc | Diff |
| ---- | ----------------------- | --- | -- | - | - | - | -- | -- | ---- |
| 1    | Sliema Wanderers FC (T) | 17  | 10 | 7 | 3 | 0 | 24 | 7  | +17  |
| 2    | Floriana FC (C)         | 11  | 10 | 5 | 1 | 4 | 16 | 11 | +5   |
| 3    | Paola Hibernians FC     | 10  | 10 | 2 | 6 | 2 | 10 | 8  | +2   |
| 4    | La Vallette FC          | 8   | 10 | 2 | 5 | 3 | 11 | 13 | -2   |
| 5    | Hamrun Spartans         | 8   | 10 | 2 | 4 | 4 | 6  | 14 | -8   |
| 6    | Birkirkara FC (P)       | 5   | 10 | 0 | 5 | 5 | 8  | 22 | -14  |

| Légende : Qualifications et relégations | Légende : Qualifications et relégations                                                     |
| --------------------------------------- | ------------------------------------------------------------------------------------------- |
|                                         | Coupe des clubs champions 1966-1967 (Tour préliminaire)                                     |
|                                         | Coupe des coupes 1966-1967 (1er Tour)                                                       |
|                                         | Relégation en Second Division Maltaise                                                      |
|                                         | (T) : Tenant du titre 1964-1965 (P) : Promu en 1964-1965 (C) : Vainqueur du Trophée Rothman |

## Bilan de la saison
| Tableau d'Honneur       |                     |
| Compétition             | Vainqueur           |
| First Division Maltaise | Sliema Wanderers FC |
| Trophée Rothman         | Floriana FC         |

| Qualifications européennes 1966-1967 |                     |
| Coupe des clubs champions            | Qualifiés           |
| Tour préliminaire                    | Sliema Wanderers FC |
| Coupe des coupes                     | Qualifiés           |
| 1er tour                             | Floriana FC         |

| Promotions et relégations            |                 |
| Relégués en Second Division Maltaise | Birkirkara FC   |
| Promus de Second Division Maltaise   | St. George's FC |